# Stefan I. (Exarch)

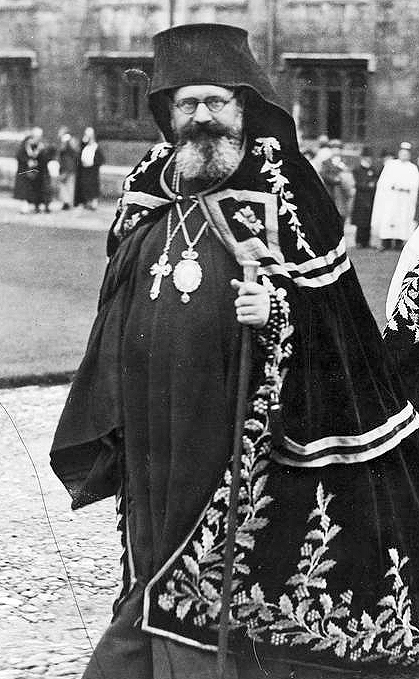
Stefan I. (1931)

Stefan I. (* 19. September 1878 in Schiroka Laka, Osmanisches Reich; † 12. Mai 1957 in Banja, Bulgarien; eigentlich: Stojan Popgeorgiew Schokow, bulgarisch Стоян Попгеоргиев Шоков), auch Stefan von Sofia genannt, war ein bulgarischer Metropolit und Exarch. Er setzte sich während des Zweiten Weltkriegs zusammen mit seinem Amtskollegen Kiril von Plowdiw gegen die Deportationen bulgarischer Juden durch das NS-Regime ein. Dafür wurde er zum Gerechten unter den Völkern ernannt.

## Leben
Stojan Popgeorgiew Schokow wuchs in Schiroka Laka  (in der Nähe von Smoljan gelegen) als Sohn eines orthodoxen Geistlichen auf. Er studierte an der Universität Kiew Theologie und arbeitete später als Lehrer für Philosophie, Geschichte und Glaubenslehre. 1910 wurde er zum Geistlichen geweiht und bekam den Namen Stefan. Anschließend studierte er Theologie in Genf und Freiburg. 1919 wurde er zum Dr. phil.promoviert. Drei Jahre später wurde er Metropolit der Sofioter christlichen Gemeinde.
Stefan von Sofia war ein entschiedener Gegner des Nationalsozialismus und sprach sich 1941 öffentlich gegen einen Kriegseintritt Bulgariens aus. Seine diesbezüglichen Artikel wurden jedoch von der bulgarischen Presse stark zensiert.
Als im Januar 1941 das Gesetz zum Schutz der Nation verabschiedet wurde, begann in Bulgarien die Judenverfolgung. Stefan predigte in seiner Kirche von der Gleichheit aller Menschen und dass niemand das Recht habe, Juden zu verfolgen und zu verletzen. Als der Judenstern in Bulgarien eingeführt wurde, sprach er bei Premierminister Bogdan Filow vor und rang ihm das Versprechen ab, dies gelte für konvertierte Juden nicht. Als Stefan dies schriftlich verbreitete, dementierte Filow und gab an, es habe sich lediglich um seine private Meinung gehalten.
1943 setzte sich Stefan für die jüdischen Bewohner von Dupniza ein, die unter Hausarrest gestellt worden waren. Erneut setzte er sich bei Filow für die Belange der Juden ein und konnte so erreichen, dass der Hausarrest aufgehoben wurde. Im selben Jahr setzte er sich für die Juden im Sofioter Stadtviertel Jutch Bunar ein, die von der nationalistischen Jugendorganisation Brannik verfolgt wurden.
Als am 4. März 1943 die Deportationen bulgarischer Juden durch das NS-Regime begannen, versuchte Stefan beim Zaren Boris III. zu intervenieren, der ihm zwar die schriftliche Bestätigung gab, alles Mögliche zu tun; doch beharrte dieser später auf der fremden Staatsangehörigkeit der Juden in den besetzten Gebieten. Am 24. Mai 1943, einem Feiertag,  versuchte er erneut zu intervenieren, gelangte aber nicht bis zum Zaren. Bei der Parade am selben Tag predigte er offen vor der versammelten Regierungsmacht gegen die Verfolgung der Juden und bat erneut darum, die Ausgrenzungspolitik einzustellen. Ihm wurde anschließend nahegelegt, sich aus dem politischen Geschehen herauszuhalten. Als Rabbiner festgenommen wurden und weitere Deportationen angekündigt waren, wandte er sich wieder an den Zaren. Daraufhin wurde ihm erklärt, dass momentan gegen ihn wegen staatsgefährdenden Verhaltens ermittelt werde.
Nun begann Stefan, jüdische Übertrittsanfragen zum Christentum zu bearbeiten. Er genehmigte alle 150 Anträge. Im Anschluss wurde er darüber informiert, dass diese Juden gesetzlich nicht als Christen gelten würden. Zudem wurde ihm gedroht, dass die Kirche in Sofia geschlossen werde. Bei einer Hausdurchsuchung wurden insgesamt 386 Anträge von Erwachsenen und 104 Kindern beschlagnahmt.
Die Lage entspannte sich durch Metropolit Neofit, der erreichte, dass alle Anträge bestehen bleiben konnten. Er erreichte auch, dass diese Personen nicht mehr den Judenstern tragen mussten. Nationalsozialistische Organisationen hetzten nun gegen Stefan und bedrohten ihn, doch er blieb bis zum Ende des Regimes standhaft.
Nach der Besetzung Bulgariens durch die Rote Armee entspannte sich die Lage hinsichtlich der jüdischen Verfolgung. Am 21. Januar 1945 wurde Stefan zum Exarchen ernannt und trug nun den Titel Stefan I. Dies war jedoch nur von kurzer Dauer, denn mit dem kommunistischen  System konnte er sich nicht arrangieren. Er wurde am 6. September 1948 aus dem Amt entlassen und in der Ortschaft Banja interniert, wo er am 12. Mai 1957 verstarb.
Bis zum Zusammenbruch des sozialistischen Systems 1989 blieb Stefans I. Einsatz in Vergessenheit. 2001 wurde er postum von der Gedenkstätte Yad Vashem zum „Gerechten unter den Völkern“ ernannt.